# Semesnye község
Semesnye község (románul: Comuna Șimișna) község Szilágy megyében, Romániában. Központja Semesnye, hozzá tartozik Alsóhagymás.

## Népessége
A 2011-es népszámlálás adatai alapján a község népessége 1103 fő volt.

## Története
2002-ben vált ki Oroszmező községből és lett önálló község.